# Fotogenico
Fotogenico és una pel·lícula dramàtica francesa dirigida per Marcia Romano i Benoît Sabatier i estrenada el 2024. S'ha subtitulat al català.

## Argument
Raoul arriba a Marsella on la seva filla té Diedille. Tot el que li havia dit sobre la seva vida? Una xarxa de mites. Mentre intenta unir les peces, descobreix que ella havia gravat un disc amb un grup de noies. Aleshores es proposa reunir aquest grup de nou, sigui quin sigui el cost. I en roba interior si cal.

## Repartiment
- Christophe Paou: Raoul
- Roxane Mesquida: Lala
- Angèle Metzger: Tina
- John Arnold: Lekooze
- Bella Baguena: Brune
- Venus Yaffa: Venus
- Rayan Khennouf: Ismaël
- Julie Leclerc

## Recepció
Va participar a la secció oficial de la XXXIX edició de la Mostra de València.